# Insättningsgarantinämnden
Insättningsgarantinämnden (IGN) var en svensk statlig myndighet som administrerade den svenska insättningsgarantin. Myndigheten skapades i avskaffandet av Bankstödsnämnden 1996 och dess verksamhet införlivades den 1 januari 2008 i Riksgäldskontoret, varvid IGN lades ner som självständig myndighet.